# Salamone Rossi
Salamone Rossi (hebräisch סלומונה רוסי; auch Salomone Rossi, Salamon, Schlomo; de’ Rossi; * um 1570; † um 1630) war ein italienischer Geiger und Komponist des Frühbarock.

## Leben
Salamone Rossi entstammte der alteingesessenen italienisch-jüdischen Familie der de Rossis (Me-Ha-Adumim, שלמה מן האדומים), die ihre Ursprünge auf die Zeit des Exils unter Titus zurückführte. Als junger Mann machte er sich einen Namen als Violinist. 1587 wurde er bei Vincenzo I. Gonzaga am Hof von Mantua anfangs als Sänger und Geiger angestellt, wo bereits seine Schwester Europa als Sängerin wirkte. Schnell stieg er zum Kapellmeister auf und trat durch instrumentale und vokale Kompositionen in Erscheinung. Rossi strebte zunächst dem großen Vorbild Claudio Monteverdi nach und veröffentlichte 1589 einen Band mit 19 dreistimmigen Canzonetti. Dabei handelt es sich um tanzartige Stücke zum Singen oder Spielen, wie auch Balletto und Villanelle sehr viel weniger anspruchsvoll als das kunstvolle Madrigal. Die Stelle als Geiger behielt er bis 1622. Rossis Spuren verlieren sich nach 1628; man nimmt an, dass er bei der österreichischen Invasion während des Mantuanischen Erbfolgekrieges ums Leben kam, entweder bei den damit verbundenen antisemitischen Ausschreitungen oder durch die darauffolgenden Seuchen.

## Werk

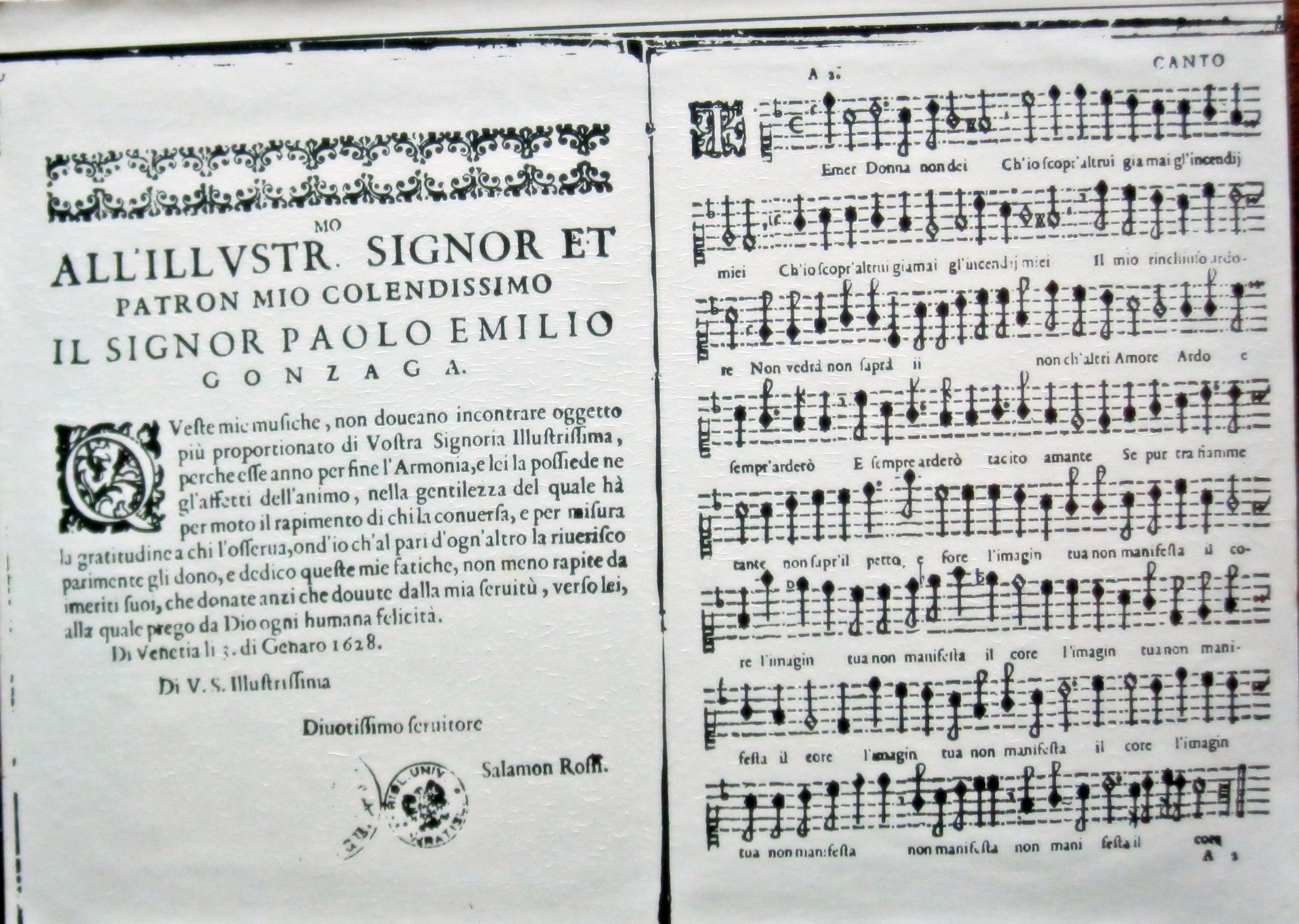
Salomone Rossi: Madrigaletti (1628)

Seine größten Erfolge erzielte Salamone Rossi mit seiner Instrumentalmusik. 1589 veröffentlichte er einen Band mit 19 dreistimmigen Canzonette, 1607 und 1608 zwei Bände mit drei- und vierstimmigen Sinfonien und Gagliarden, kürzere, eher einfache, meist zweiteilig gebaute Stücke. Sein „Terzo Libro“ (1613) und „Quarto Libro“ (1622) enthalten dagegen bereits als „Sonata“ bezeichnete Stücke, durch die Rossi als „Erfinder“ der barocken Triosonate angesehen werden kann, also der Sonate in der klassischen Besetzung für zwei Melodieinstrumente (bei Rossi Violinen oder Zinken) und Basso continuo. Rossis Beiträge zählen den frühesten Sonaten, die nach Art eines Dialoges angelegt sind oder Variationsfolgen ausbilden.
Rossi wollte aber auch seinen Glauben musikalisch ausdrücken, in seinen eigenen Worten „um die Schönheit der Lieder König Davids entsprechend den Regeln der Musik zu verherrlichen“. Durch seine Freundschaft mit Leone da Modena, der im Jahre 1605 durch einen rabbinischen Erlass mehrstimmige Chormusik in der Synagoge für zulässig erklärte, wurde er zu entsprechenden Kompositionen ermutigt. Im Jahre 1623 erschienen seine Lieder Salomos (Ha-Shirim Asher li-Shelomoh), die auch eine achtstimmige Vertonung von Adon Olam sowie zwei Versionen des Kaddischgebetes enthalten. Stilistisch gehören sie zur frühen Barockmusik, wobei chorale Psalmodie mit der Mehrchörigkeit von Andrea und Giovanni Gabrieli kombiniert wird. Diese Kompositionen waren zur Feier besonderer Sabbat- und Festtage in der Synagoge gedacht.

## Wiederentdeckung
Mehr als 200 Jahre nach Rossis Tod konnte Baron Edmond de Rothschild auf einer Italienreise insgesamt 52 vollständige Werke Rossis zusammentragen, die er kaufte und dem Kantor der großen Synagoge von Paris, Samuel Naumbourg, überließ. Es sollte weitere 100 Jahre dauern, bis Rossis Werke der Musikwissenschaft zur Verfügung standen.